# Teratosphaeria ovata
Teratosphaeria ovata är en svampart som först beskrevs av H.J. Swart, och fick sitt nu gällande namn av Crous & Summerell 2009. Teratosphaeria ovata ingår i släktet Teratosphaeria och familjen Teratosphaeriaceae.   Inga underarter finns listade i Catalogue of Life.